# Паран-Мару
«Паран-Мару» (Paran Maru) — судно, яке під час Другої світової війни взяло участь у операціях японських збройних сил на сході Мікронезії.

## Історія судна до захоплення японцями
Судно спорудили як SS Palawan в 1927 році на верфі Hong Kong & Whampoa Dock у Гонконгу на замовлення M.J. Ossorio.
В 1930-му власником стала компанія M/S «Palawan» Inc, а у 1941-му судно перейшло до Madrigal & Company.
29 грудня 1941-го SS Palawan затонуло у Манільській затоці. У лютому 1942-го японці підняли його та перейменували на Паран-Мару. Протягом 30 березня — 26 травня судно проходило в Манілі відновлювальний ремонт, який виконали силами 103-го ремонтного загону Імперського флоту Японії.

## Служба у Мікронезії
27 травня 1942-го Паран-Мару вийшло з Маніли, відвідало Такао (наразі Гаосюн на Тайвані), Мако (важлива база японського ВМФ на Пескадорських островах у південній частині Тайванської протоки), а на початку липня прибуло на схід Мікронезії. Протягом наступних семи місяців Паран-Мару здійснило численні рейси на Маршаллових островах, під час яких відвідало (деякі не по одному разу) атоли Кваджелейн, Малоелап, Вотьє, Джалуїт, Мілі, Маджуро.
27 серпня 1942-го судно вийшло з Джалуїту на південь та наступної доби прибуло на Макін (острови Гілберта). Останній за кілька днів до того став ціллю для американського диверсійного загону, який знищив більшість його незначного гарнізону, після чого японці узялись за нарощування сил у архіпелазі. 3 вересня Паран-Мару полишило Макін, проте ще кілька разів поверталось сюди й перебувало на острові 18—21 вересня та 31 жовтня — 9 листопада. Крім того, 4—5 жовтня воно побувало північніше від Маршаллових островів на острові Уейк.
3—14 лютого 1943-го Паран-Мару пройшло з Кваджелейну до Куре, проте вже 28 числа того ж місяця знову було на Кваджелейні. Після цього судно знову узялось за рейси по Маршаллових островах, а 6—7 квітня вчергове побувало на Макіні. 15—26 квітня 1943-го Паран-Мару знову пройшло до Японії.
28 вересня 1943-го судно вийшло з Йокосуки у складі конвою № 3928, прослідувало через Тітідзіму (острови Огасавара) та Сайпан (Маріанські острови), а в середині жовтня прибуло на Трук (тут ще до війни японці створили потужну базу ВМФ, з якого до лютого 1944-го провадили операції у цілому ряді архіпелагів). 20—25 жовтня Паран-Мару пройшло з Труку на Кваджелейн у складі конвою № 5203. Наступні кілька місяців (аж до своєї загибелі) судно працювало на Маршаллових островах.
Станом на 30 січня 1944-го Паран-Мару перебувало на Кваджелейні. Того дня ворожий флот почав операцію по оволодінню цим атолом, у початковій фазі якої були знищені всі кораблі та судна, що перебували в його лагуні. Паран-Мару було обстріляне та потоплене есмінцем USS Harrison, коригування вогню якого здійснював літак з крейсера USS San Francisco.
Залишки судна знаходяться на глибині біля 40 метрів.